# Conimbla National Park
Conimbla National Park är en park i Australien. Den ligger i delstaten New South Wales, i den sydöstra delen av landet, omkring 250 kilometer väster om delstatshuvudstaden Sydney.
Runt Conimbla National Park är det mycket glesbefolkat, med 4 invånare per kvadratkilometer.. Närmaste större samhälle är Gooloogong, omkring 17 kilometer norr om Conimbla National Park. 
Trakten runt Conimbla National Park består till största delen av jordbruksmark. Genomsnittlig årsnederbörd är 792 millimeter. Den regnigaste månaden är februari, med i genomsnitt 156 mm nederbörd, och den torraste är oktober, med 32 mm nederbörd.